# Nyctiophylax dicellatus
Nyctiophylax dicellatus är en nattsländeart som först beskrevs av Arturs Neboiss 1994.  Nyctiophylax dicellatus ingår i släktet Nyctiophylax och familjen fångstnätnattsländor. Inga underarter finns listade i Catalogue of Life.